# Hunter × Hunter: Phantom Rouge
Hunter × Hunter: Phantom Rouge (劇場版 HUNTER×HUNTER 緋色の幻影?, Gekijōban HUNTER×HUNTER Fantomu Rūju) è un film del 2013 diretto da Yūzō Satō. È il primo film anime tratto dal manga Hunter × Hunter di Yoshihiro Togashi. Il film, prodotto dalla Madhouse durante la trasmissione del proprio adattamento televisivo del manga, è stato distribuito nei cinema giapponesi dalla Toho il 12 gennaio 2013, e vede i quattro protagonisti riunirsi per affrontare un individuo pericoloso che un tempo era membro del loro più grande nemico, l'organizzazione criminale Brigata Fantasma.

## Trama
Gon Freecss e Killua Zoldick si trovano su un dirigibile per raggiungere i loro amici Leorio Paladiknight e Kurapika, che sembra abbiano trovato degli indizi sul Clan Kuruta. Appena arrivati a destinazione, Gon e Killua vengono accolti da Leorio, che racconta loro quello che è successo: Kurapika ha incontrato Pairo, un suo vecchio amico ritenuto morto appartenente al Clan Kuruta, che ha inaspettatamente ingaggiato un combattimento con Kurapika e gli ha rubato gli occhi. Gon e Killua, incontrato Kurapika in ospedale, decidono di indagare. Riescono a scoprire che il furto degli occhi è dovuto al potere Nen dell'ex numero 4 della Brigata Fantasma: Omokage. Quest'ultimo, infatti, non è stato ucciso da Hisoka – che lo riteneva troppo promettente per essere ucciso – ma è ancora in vita. Gon e Killua, mentre indagano, incontrano una ragazza burattinaia di nome Retz, che inizialmente scatena il sospetto e la gelosia di Killua (turbato dal sogno fatto sul dirigibile, in cui suo fratello maggiore Illumi gli diceva di non farsi mai amici poiché essi avrebbero finito solo per tradirlo).
I due scoprono anche che la Brigata Fantasma è sulle tracce di Omokage e, quando sembra che abbiano trovato la strada giusta grazie a Retz, Gon e Killua si ritrovano davanti una marionetta con le sembianze di Illumi, con cui Killua non riesce a combattere. Così la marionetta ruba gli occhi di Gon, e Killua, tormentato dal pensiero di non essere riuscito a salvare l'amico, fugge. Viene però ritrovato da Gon poco dopo, e i due si ricongiungono con Leorio e Kurapika. Infine, tutti e quattro si dirigono verso il castello di Omokage, dove si trova anche Retz. Si scopre che proprio Retz era stata la prima marionetta del fratello: convinto che una marionetta perfetta avesse bisogno di occhi umani, Omokage rubò quelli della sorella, uccidendola nell'operazione; così decise di riportarla in vita fornendole di volta in volta altri occhi che rubava.
Arrivati al castello, Gon e Killua affrontano la marionetta di Illumi, mentre Leorio e Kurapika affrontano la bambola di Pairo. Sia Gon che Kurapika riescono a recuperare i loro occhi, ma Omokage chiama come rinforzi le marionette raffiguranti i membri della Brigata Fantasma, e in aiuto di Gon, Killua, Leorio e Kurapika arriva Hisoka. Quest'ultimo si occupa delle marionette della Brigata, mentre Kurapika, grazie all'aiuto degli altri tre, riesce ad imprigionare Omokage con la sua catena. Prima che possa dargli il colpo di grazia, Retz pugnala alle spalle il fratello, uccidendolo: la bambina infatti non vuole che il fratello continui a rubare occhi per lasciarla in vita, preferendo morire e dar pace alla sua anima. Altre marionette del Ragno vengono però evocate anche dopo la morte del burattinaio: è a questo punto che intervengono i veri membri del Ragno che distruggono queste ultime marionette. Essi decidono di andarsene subito dopo senza combattere con Kurapika poiché Quoll Lucifer, il loro capo, è ancora sotto l'effetto della catena del Giudizio, ed uccidendo Kurapika il suo Nen eliminerebbe comunque il capo. Il Kuruta, d'altra parte, è provato dal combattimento, così decide di andarsene insieme ai suoi amici, mentre il castello va a fuoco. Gon e Killua si separano da Leorio e Kurapika e si imbarcano su un dirigibile, continuando le loro avventure.

## Promozione
Nel marzo 2012 una fonte legata all'anime di Hunter × Hunter riferì al Mainichi Shimbun che un film cinematografico era stato approvato. Il numero 34 di Weekly Shōnen Jump, pubblicato nel luglio 2012, includeva la prima immagine del film, raffigurante l'occhio scarlatto di Kurapika con il numero quattro riflesso in esso, rivelando che il film d'"azione drammatica" avrebbe raccontato una storia originale con la partecipazione della Brigata Fantasma. Alcuni giorni dopo fu aperto il sito ufficiale del film, dove era visibile un teaser trailer mostrato anche in televisione. Il numero di agosto di Jump delineò la storia e rivelò una seconda immagine. Il primo trailer cinematografico fu pubblicato a settembre.
Nel mese di ottobre, il numero 48 di Jump svelò il personaggio originale del film e numero quattro della Brigata Fantasma, Omokage (オモカゲ?). Il 31 ottobre furono annunciati il casting di Aya Hirano e Umika Kawashima come voci dei nuovi personaggi Retz (レツ?) e Pairo (パイロ?) e il tema musicale "Reason" eseguito dal duo Yuzu. Un secondo teaser fu pubblicato sul sito web a novembre. I biglietti per il film furono messi in vendita il 3 novembre e includevano cartelle di file con artwork della serie fino ad esaurimento scorte.

## Distribuzione
Il film è stato distribuito nei cinema esclusivamente in Asia. Le uniche proiezioni al di fuori di tale continente sono avvenute il 3 agosto 2013 al primo Japan Film Festival di San Francisco e il 13 ottobre allo Scotland Loves Anime a Glasgow.

### Data di uscita
Le date di uscita internazionali nel corso del 2013 sono state:
- 12 gennaio in Giappone
- 28 marzo a Singapore
- 15 maggio nelle Filippine
- 27 giugno in Corea del Sud
- 29 giugno a Hong Kong

### Edizione italiana
L'edizione italiana del film è stata pubblicata in streaming su Prime Video il 10 dicembre 2022. Il doppiaggio è stato eseguito dalla CD Cine Dubbing.

### Edizioni home video
L'edizione DVD del film è stata distribuita in Giappone il 7 luglio 2013, vendendo 4 783 copie nella prima settimana e raggiungendo quindi il quinto posto nella classifica della Oricon. Ha venduto 7 308 copie in quattro settimane prima di uscire dalla classifica.

## Accoglienza
Il film ha debuttato su 257 schermi al primo posto del botteghino giapponese con 357 976 biglietti venduti e 456 779 000 yen di incasso (circa 5 143 930 dollari). Ha incassato un totale di 12 595 288 dollari al suo sesto fine settimana.

## Altri media
Il creatore di Hunter × Hunter Yoshihiro Togashi ha scritto il manga Kurapika Tsuioku-hen (クラピカ追憶編?) come prequel del film. La storia è stata raccolta nel "Volume 0", che è stato dato al primo milione di spettatori. Un adattamento light novel del film è stato pubblicato da Shūeisha il 15 gennaio 2013.